# Chatuba (Mesquita)
A Chatuba é um bairro do município de Mesquita, no estado do Rio de Janeiro, no Brasil. Faz limites com o bairro nilopolitano de Nossa Senhora de Fátima e com Santa Terezinha e Édson Passos, já em Mesquita, além do Rio de Janeiro, por conta do Campo de Instruções do Gericinó (CIG), do Exército Brasileiro.
O bairro de Chatuba é conhecido pela canção “Chatuba de Mesquita”, do grupo Furacão 2000 e pelas letras irreverentes do cantor e compositor Dicró.

## História
O bairro ocupa uma área entre o Maciço de Gericinó, o Rio Sarapuí e o Rio da Cachoeira. A região de morro era conhecida como "bairro Delamare", pois suas terras foram loteadas pelo antigo Banco Delamare. Por isso, uma das duas linhas de ônibus que ligam o bairro ao Centro de Nova Iguaçu se chama Delamare x Nova Iguaçu.
Sofreu grande incremento populacional entre as décadas de 1930 e 1950. O bairro da Chatuba, juntamente com os bairros de Presidente Juscelino, Edson Passos, e Banco de Areia, em 1952 constituíam o recém-criado quinto distrito da cidade de Nova Iguaçu, o distrito de Mesquita e, em 1999, também compunha o recém-criado município de Nilópolis. O bairro da Chatuba era caminho dos militares do Exército Brasileiro para os treinamentos militares no Campo de Gericinó.
As pessoas foram atraídas pela abundância de água que existia no lugar. Grande parte do território era um pântano e mesmo assim, ele foi ocupado, sem muito planejamento. Por isso, em nossos dias há pontos de favelização na Chatuba, como algumas áreas na margem do Rio Sarapuí.
O bairro da Chatuba já abrigou uma fábrica de pólvora: por isso, a outra linha de ônibus que liga o bairro ao Centro da cidade de Nova Iguaçu se chama Fábrica de Pólvora x Nova Iguaçu.

## A Questão Nilopolitana
Desde 1947, quando o município de Nilópolis foi emancipado de Nova Iguaçu, os nilopolitanos reivindicam o bairro da Chatuba para o município de Nilópolis. Eles alegam que houve um erro na divisão do território, pois foi usado, como divisa, o Rio Sarapuí, quando deveria ser usado, como divisa, o Córrego do Socorro, fazendo com que se perdesse a Chatuba para o município de Nova Iguaçu.

## Urbanização
O bairro começou a ser urbanizado pouco a pouco. No começo, somente as suas ruas principais eram asfaltadas. Com investimentos do Governo do Estado e do Governo Federal, vêm acontecendo melhorias na infraestrutura da região da Chatuba. 
Suas principais ruas são: 
- Rua Inácio Serra (homenagem a Inácio Serra, o homem que proporcionou a primeira festa em louvor à padroeira de Nilópolis): liga a Rua Adolfo de Albuquerque à Rua Mário de Araújo, no município de Nilópolis;
- Rua Magno de Carvalho, que liga o Campo do Gericinó à Estrada de Ferro Central do Brasil, em Édson Passos;
- Rua Adolfo de Albuquerque: liga o Campo do Gericinó à Rua Abel de Alvarenga;
- Rua Assú: é uma das mais importantes ruas do morro, ligando o Campo de Gericinó à Rua Doutor Godoy;
- Rua Coronel Azevedo Júnior: liga o Campo do Gericinó à Rua Almirante Batista das Neves;
- Rua Abel de Alvarenga: liga a Rua Adolfo de Albuquerque;
- Rua Rondon Gonçalves: liga o morro às margens do Rio Sarapuí;
- Rua Almirante Batista das Neves: liga a Avenida União, no bairro Santa Terezinha, à Rua João Evangelista de Carvalho, no município de Nilópolis;
- Rua Lídia: liga a Rua Adolfo de Albuquerque ao bairro de Édson Passos ;
- Rua Marquês de Canário: liga o morro às margens do Rio Sarapuí;
- Rua Doutor Godoy: liga o morro às margens do Rio Sarapuí;
- Rua Júlio Macedo: liga o morro à Rua Almirante Batista das Neves;
- Rua Coronel França Leite: liga o morro ao município de Nilópolis.

O bairro conta com a praças públicas: Praça Walter Borges na Rua Inácio Serra e a Praça dos Camarões, na altura das Ruas Adolfo de Albuquerque e Rua Lídia; com dois postos de saúde, um na Rua Inácio Serra e outro na Rua Coronel França Leite, ao lado do Departamento de Polícia da Chatuba; duas creches municipais, uma na Rua Inácio Serra e outra na Rua Marquês de Canário com a Rua Magno de Carvalho; duas escolas municipais, uma na Rua Magno de Carvalho e outra na Rua Lídia com a Rua Rondon Gonçalves; dois colégios estaduais, o CIEP Nelson Cavaquinho na Rua Inácio Serra e o C.E. Pierre Plancher na Rua Abel de Alvarenga, dentre algumas escolas particulares.

## Localidades e Sub-bairros.
- Bairro do Vasco - Localiza-se no início da Rua Lídia com a Rua Abel Alvarenga;
- Carolina - Localiza-se na Rua Carolina e adjacências.
- Godoy - na Rua Doutor Godoy e adjacências localiza-se do morro ao Rio Sarapuí, entre essa rua e o campo do Brasileirinho Futebol Clube no meado da própria rua.
- Bicão - Localiza-se na rua magno de carvalho entre a Rua Lídia e adjacências. Há relatos dentre os antigos que no passado o nome "bicão" tornou-se conhecido na localidade por ter uma própria fonte de água ao qual vinha de uma única "bica" onde membros da localidade saiam de suas residências com objetivo de abastecer-se suas casas pelo auxilio de uma única bica para todos, sendo assim o local conhecido e apelidado hoje atualmente como "bicão".
- Raiz da Serra ou Raiz - Localiza-se no final da Rua Coronel França Leite.
- Rua das Serras - Localiza-se na Rua da Serra e adjacentes.
- Arrastão - Localiza-se na Rua Roldão Gonçalves com a Rua Abel de Alvarenga. Arrastão é conhecido como campo de futebol do Arrastão no passado, agora situa-se na localidade uma espécie de habitação popular.
- Quinze - Localiza-se nos arredores do campo do Quinze de Novembro Futebol Clube na Rua Marques Canário.
- Bairro Delamare - parte do alto da comunidade.
- Praça dos Camarões - Localiza-se no final da Rua Lídia.
- Alagoana - Localiza-se no final da Rua Inácio Serra.
- Bairro Fábrica de Pólvora - Localiza-se onde é antiga Fabrica de Pólvora